# Andy Selva
Andrea "Andy" Selva (25 de maig de 1976) és un exfutbolista sanmarinès de la dècada de 2000.
Ha jugat a força equips de la lliga italiana, essent els més destacats Catanzaro, San Marino Calcio, Maceratese, Grosseto, SPAL, Calcio Padova, Sassuolo i Hellas Verona.
Fou internacional amb San Marino.
Un cop retirat esdevingué entrenador.